# Louky pod Skalami
Louky pod Skalami je přírodní památka poblíž obce Protivanov v okrese Prostějov. Pro většinu území je typické rozhraní lesa a louky, na východní straně tvoří hranici polní cesta. Území spravuje Krajský úřad Olomouckého kraje.

## Předmět ochrany
Důvodem ochrany jsou mokřadní ostřicové louky s bohatou květenou. Území je koseno dvakrát až třikrát do roka, náletové křoviny jsou odstraňovány v intervalu několika let.

## Flóra
Z chráněných rostlin na území roste pcháč potoční (Cirsium rivulare), upolín nejvyšší (Trollius altissimus), prstnatec májový (Dactylorhiza majalis), kozlík dvoudomý (Valeriana dioica), starček potoční (Tephroseris crispa), všivec lesní (Pedicularis sylvatica), hadí mord nízký (Scorzonera humilis), svízel severní (Galium boreale) nebo vrbovka bahenní (Epilobium palustre). Uváděný, ale nepotvrzený, je výskyt ostřice skloněné (Carex demissa).

## Fauna
Mezi motýly, které lze v přírodní památce najít, patří například hnědásek rozrazilový (Melitaea diamina) nebo ohniváček modrolemý (Lycaena hippothoe).
Z ptáků lze spatřit bramborníčka hnědého (Saxicola rubetra).

## Vodstvo

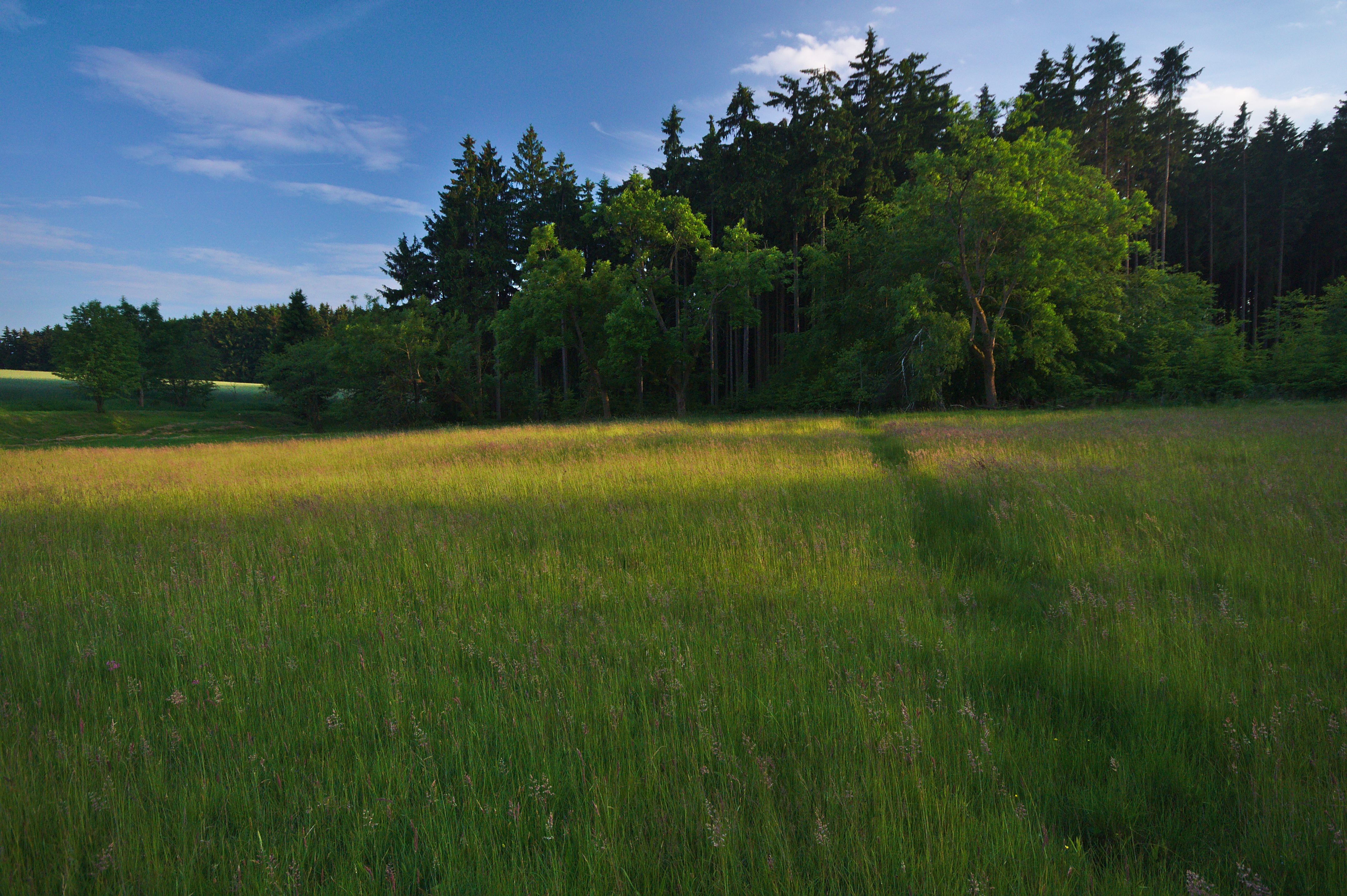
Odvodňovací kanál viditelný v trávě jako tmavá linie

Lokalita se nachází v pramenné části Huťského potoka, levostranného přítoku Luhy.
Oblast byla v minulosti odvodněna, stopy po této činnosti jsou stále viditelné.

## Geologie
Podloží je tvořeno kulmské droby, v údolí se nacházejí zbahněné gleje, výše pak kambizemě a pseudogleje.

## Turistika
Prostředkem přírodní památky vede žlutá turistická trasa z Malého Hradiska přes Protivanov na Suchý, tady se stáčí na Benešov a Kořenec.

## Fotogalerie

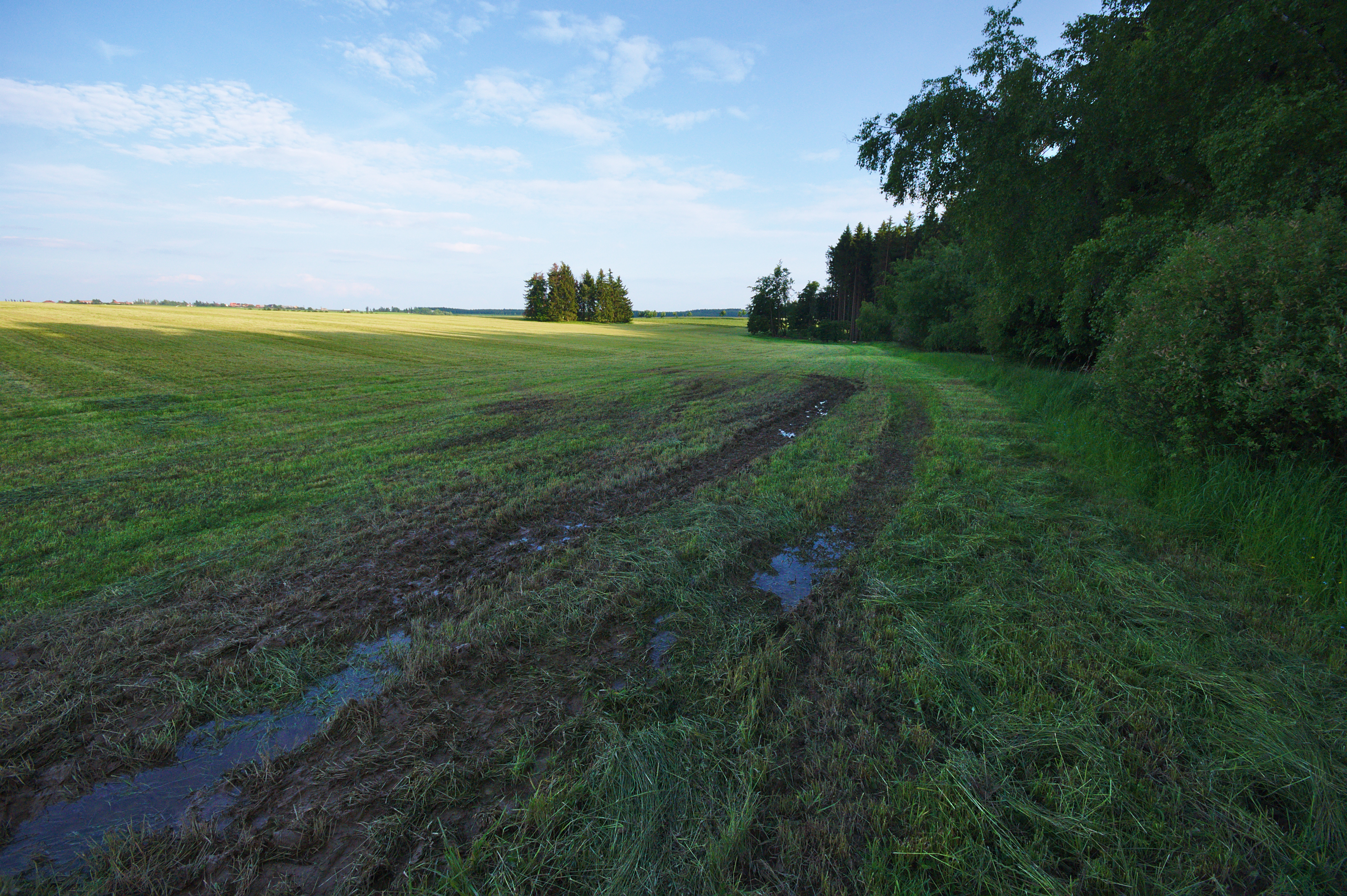
Prameniště Huťského potoka v severní části PP
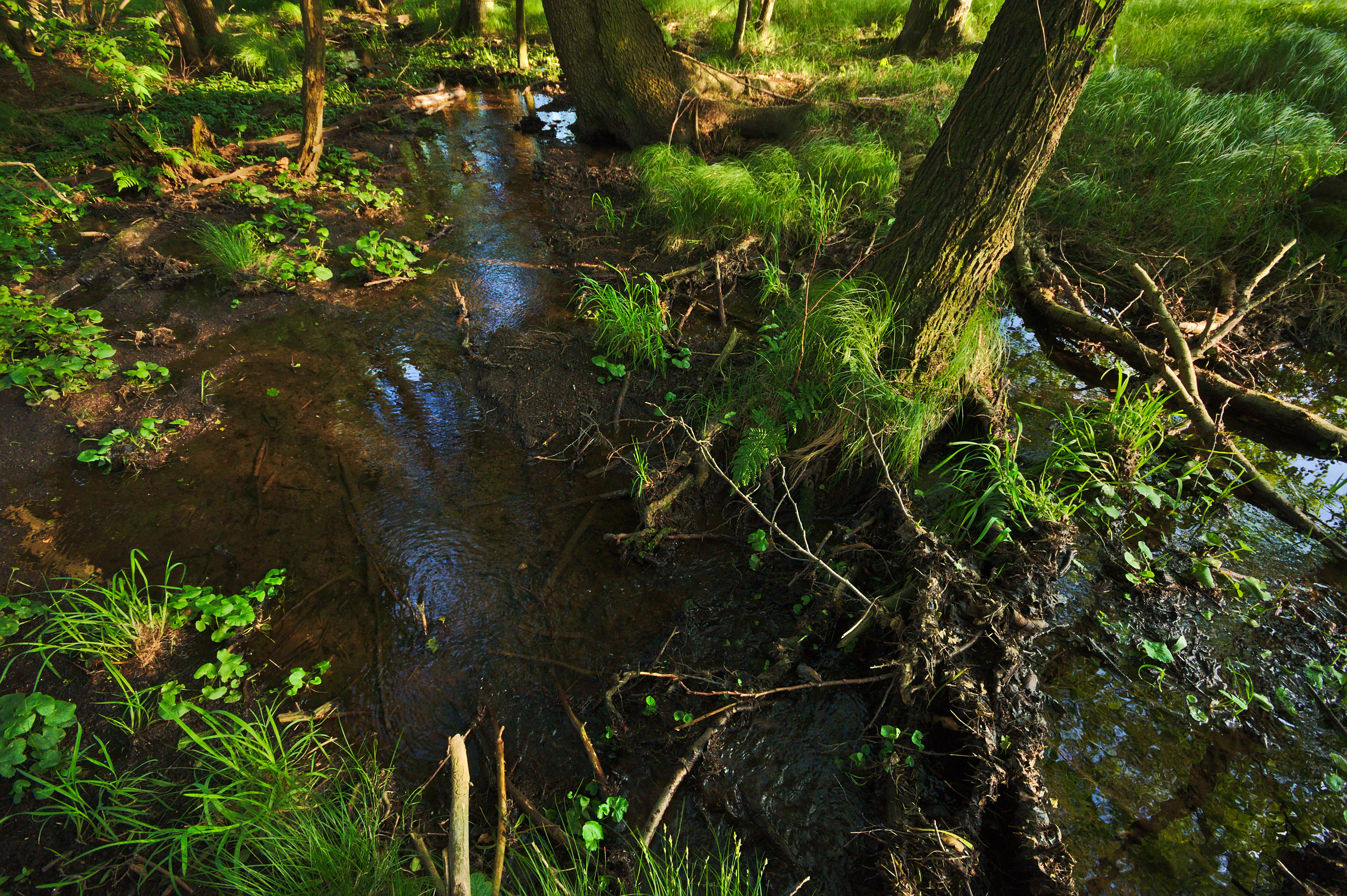
Horní tok Huťského potoka
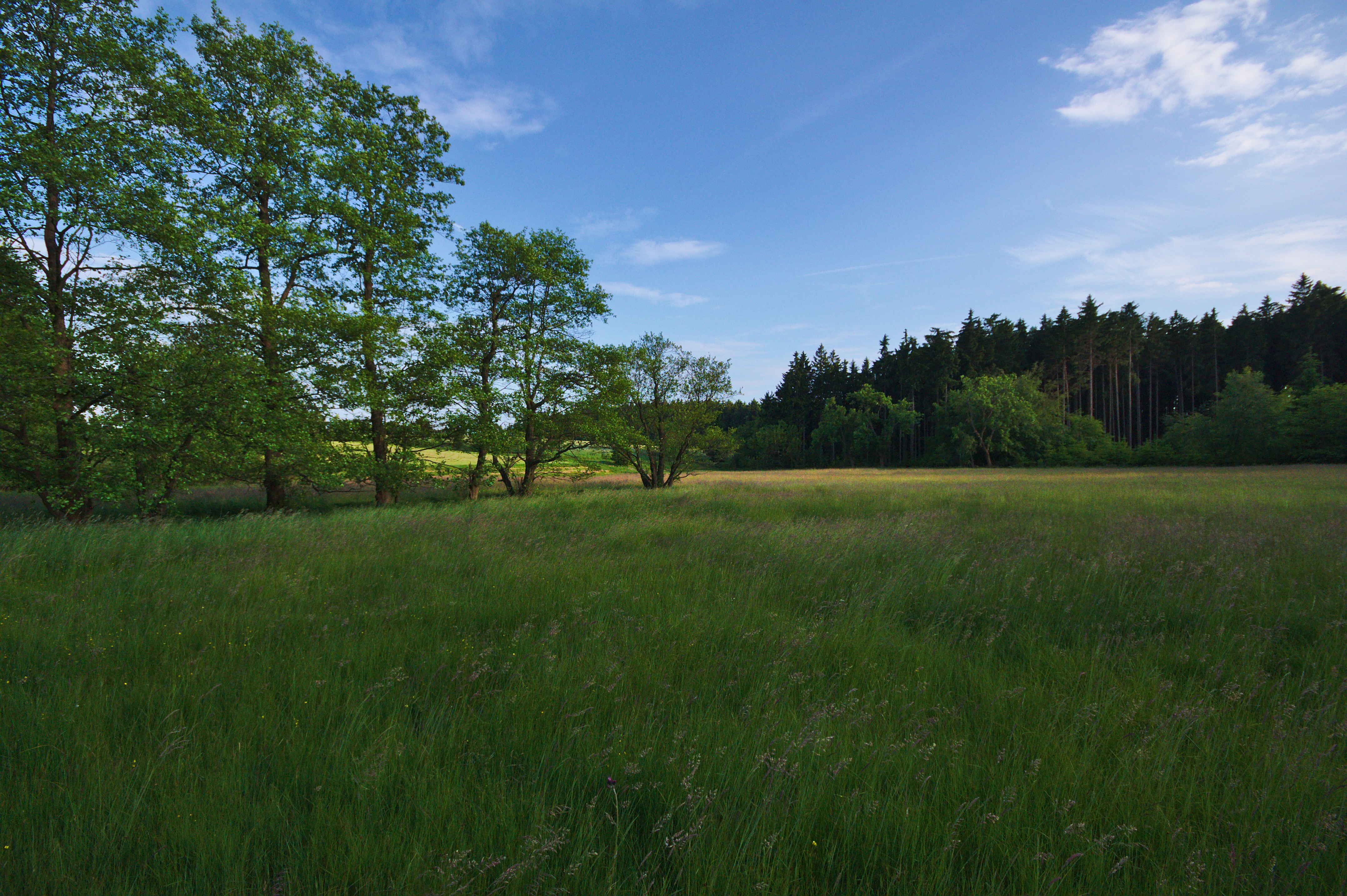
Olše u odvodňovacího kanálu
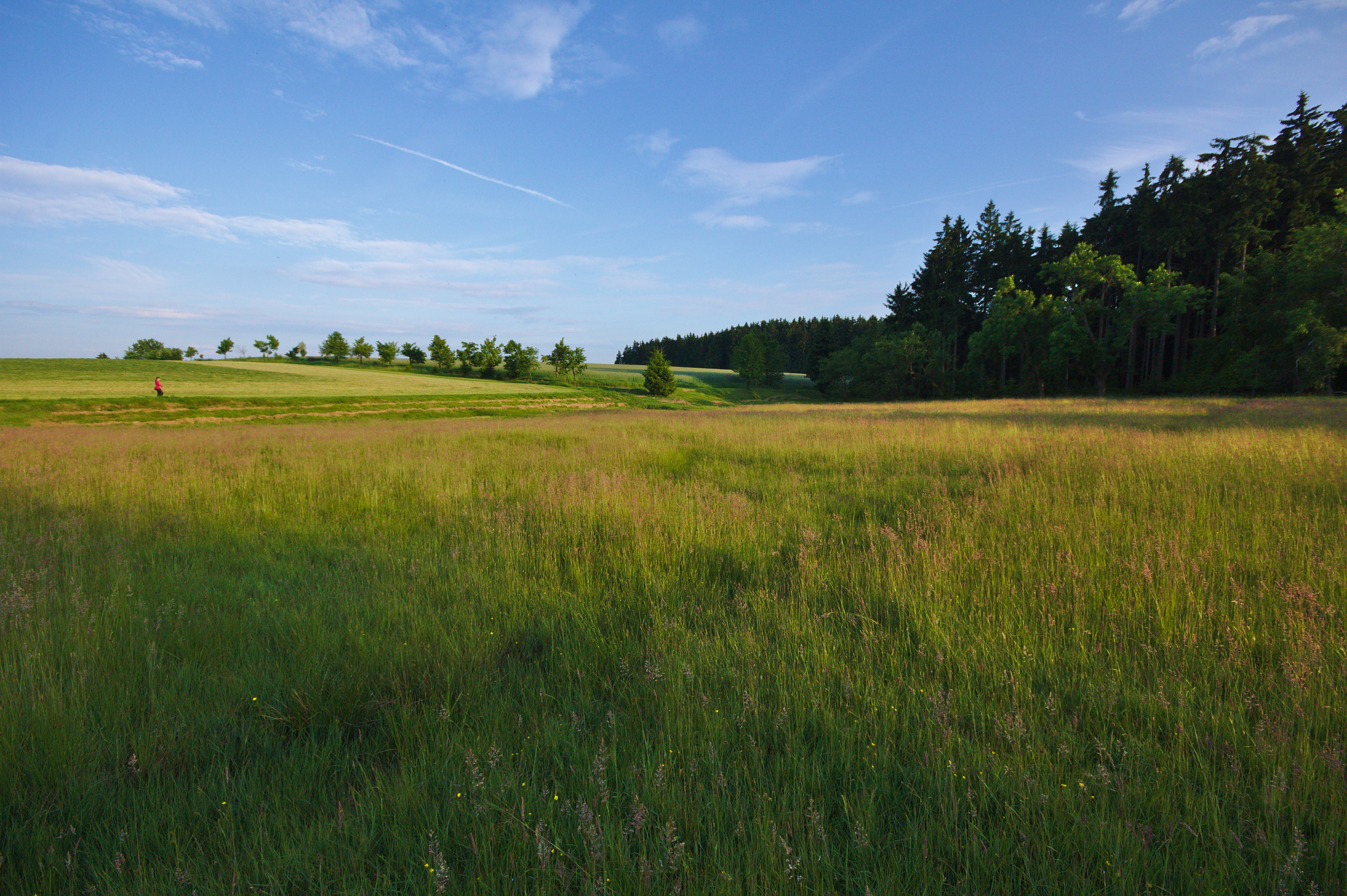
Odvodňovací kanál viditelný v trávě jako tmavá linie
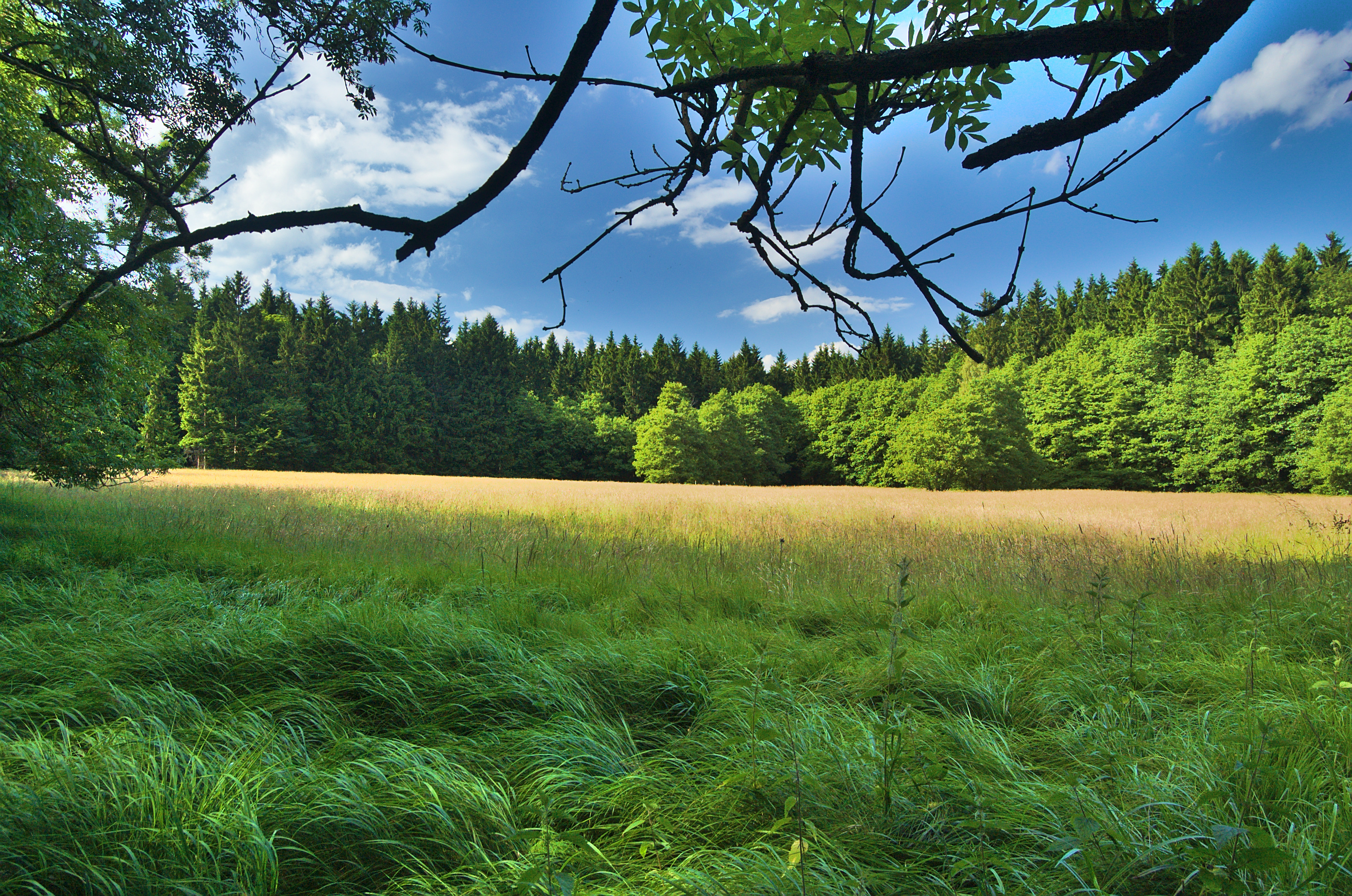
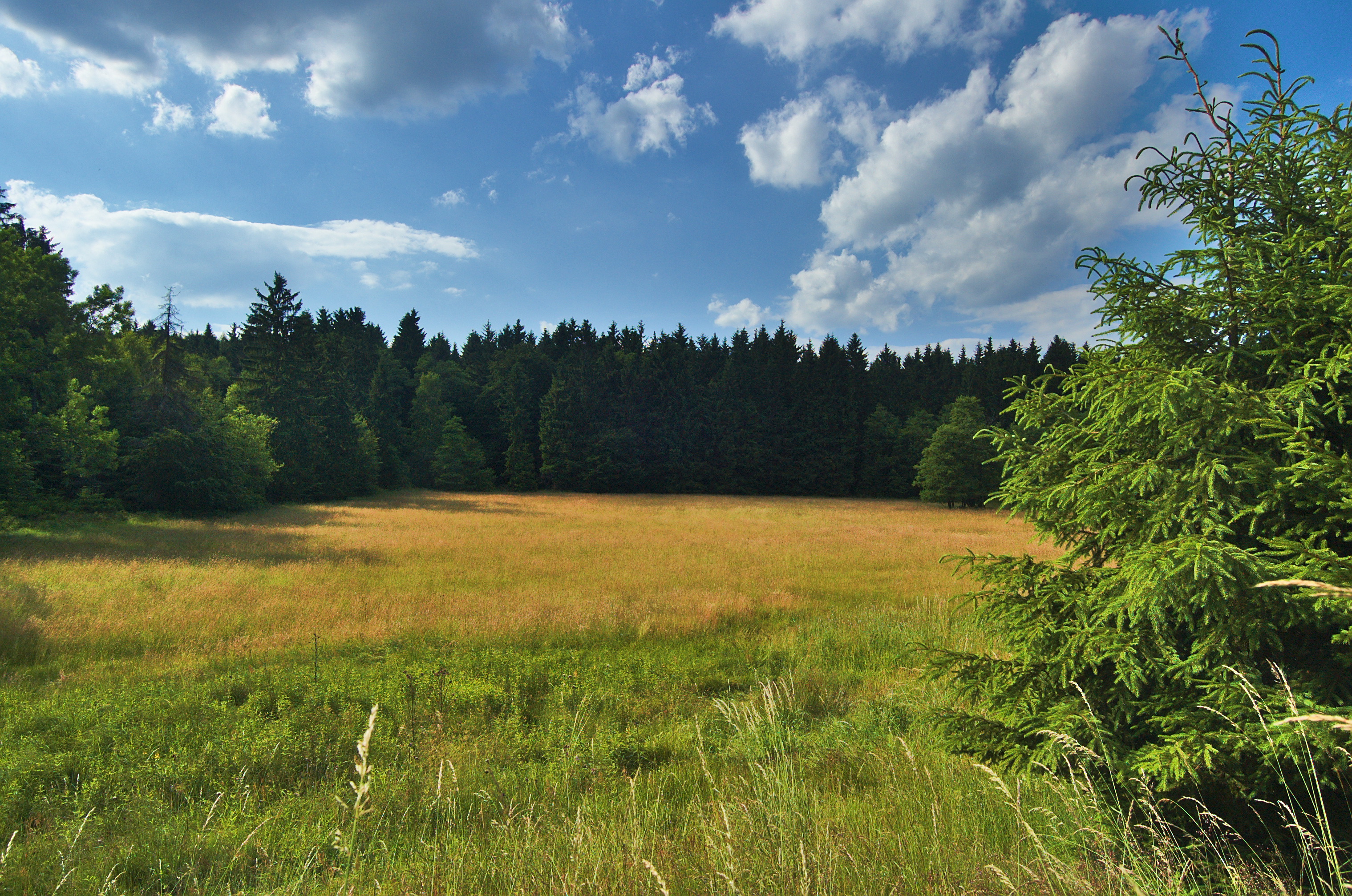
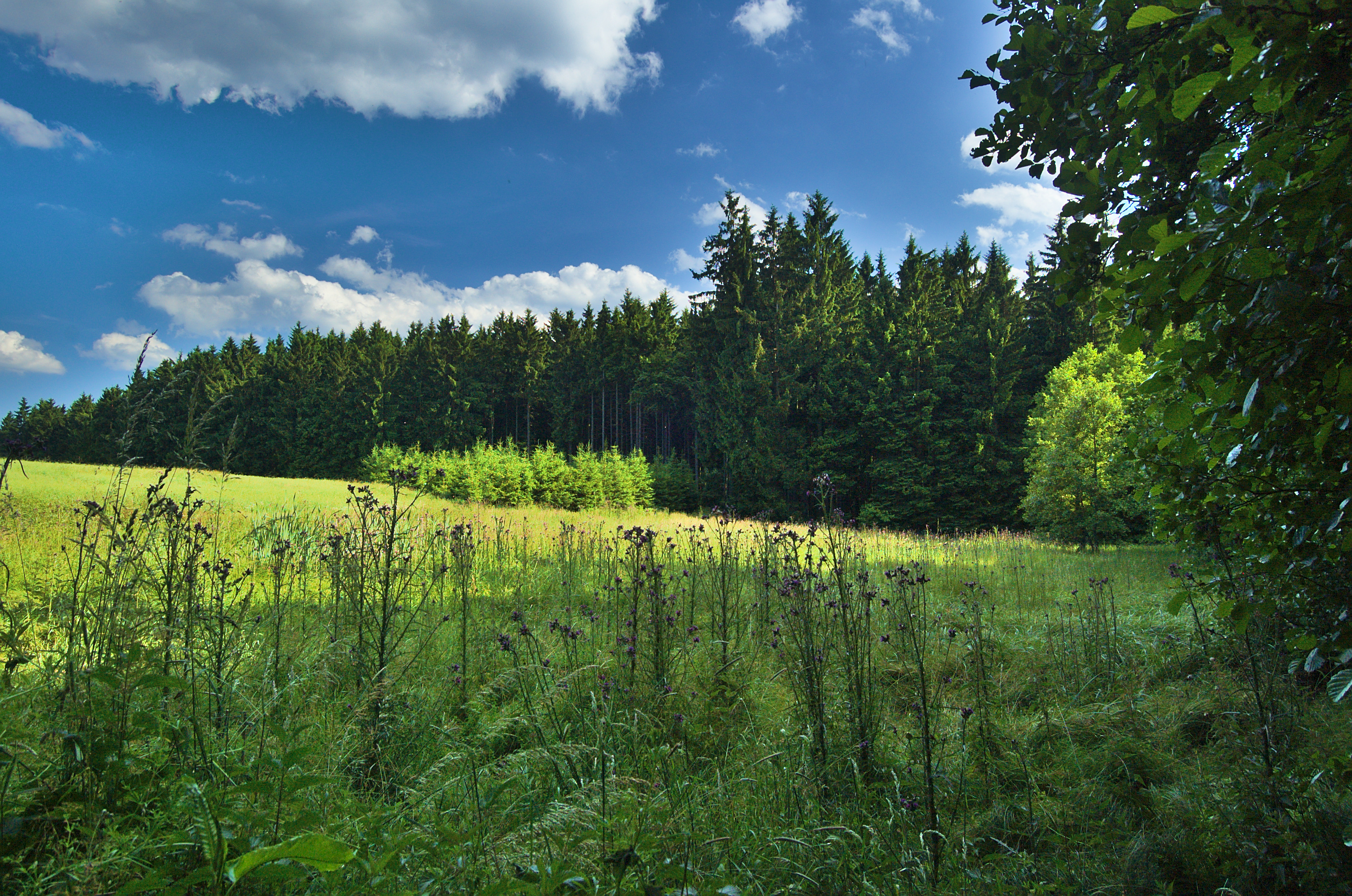
Jižní část přírodní památky, od zbytku oddělená polní cestou